# Bultaco 24 Horas Montjuïc
|  | No s'ha de confondre amb Bultaco Montjuïc. |

La Bultaco 24 Horas Montjuïc, coneguda també com a Bultaco 24H, 360 24 Horas i altres noms semblants, fou un prototip de motocicleta de resistència que desenvolupà Bultaco durant les dècades de 1960 i 1970 per als seus equips de fàbrica, de cara a la participació en les 24 Hores de Montjuïc. Des d'un bon començament, la motocicleta obtingué excel·lents resultats en aquesta dura prova i dos dels diversos equips que la pilotaren hi assoliren la victòria: Salvador Cañellas-Carles Rocamora el 1969 i Joan Bordons-Min Grau el 1972.

## Història
Durant la dècada de 1960, Bultaco començà a provar en competició prototips de curses amb motors de 360 cc. El 1968, a iniciativa de Ginger Molloy, el departament de competició muntà un motor derivat del que equipava l'El Bandido de 360 cc a la TSS 350 de velocitat, la qual abandonava així el seu motor original de 252 cc. Val a dir que, per tal de poder-hi competir en la categoria de 350cc, a aquest nou motor se li reduí el diàmetre a 83,2 mm mentre la carrera restava en els 64 mm originals, amb la qual cosa el motor resultant cubicava 347,95 cc i atorgava 48,1 CV a 8.500 rpm (per bé que, espremut al màxim, arribava fins als 52 CV). Al mateix temps, el departament de competició muntà tres motos de resistència per tal de fer-les participar en les 24 Hores de Montjuïc d'aquell any, equipades amb el mateix motor de la TSS però no tan potenciat (en aquest cas, lliurava 36 CV a 8.000 rpm).
El debut en competició de la Bultaco 360 de resistència fou un èxit, ja que l'equip que la pilotava, format per Salvador Cañellas i Carles Rocamora (amb el dorsal número 18), protagonitzà una llarga escapada en què encapçalà la cursa amb autoritat durant les primeres 18 hores, fins que una avaria al cigonyal els obligà a retirar-se'n. L'avantatge de voltes que duien sobre els segons classificats durant la prova era tant gran que, obligats a aturar-se a boxes a les 8 del matí per a soldar el xassís, van esmerçar 49 minuts en arranjar el problema i, en tornar a pista, seguien mantenint el liderat.

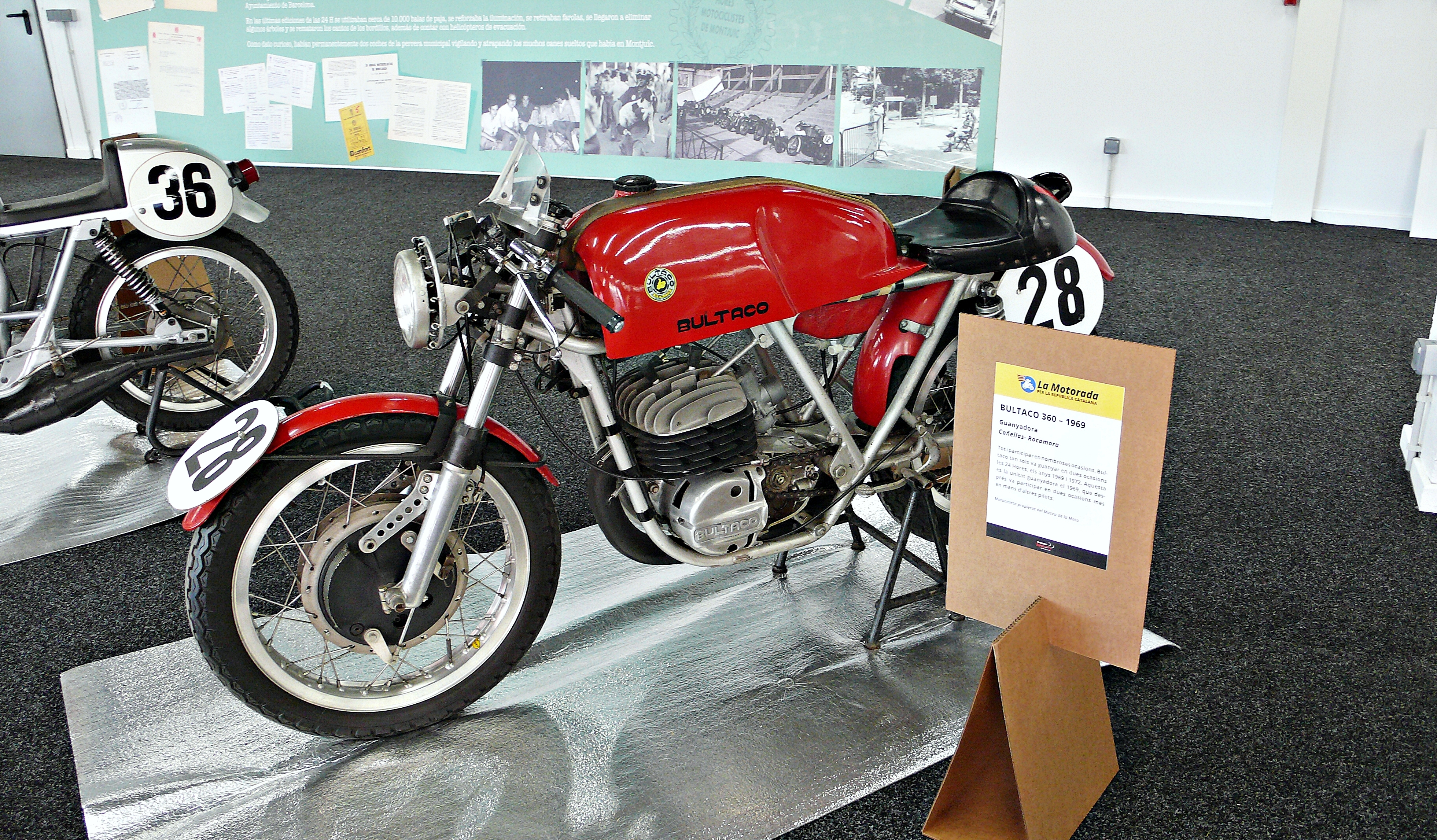
La Bultaco 360 guanyadora de les 24 Hores de 1969, exposada al Circuit de Catalunya el 2016

L'any següent, 1969, el mateix equip i moto repetiren (en aquesta ocasió, amb el dorsal número 28) i, aquesta vegada, aconseguiren guanyar la prova tot i l'oposició de rivals equipats amb potents motocicletes bicilíndriques britàniques. De cara a aquesta edició, Bultaco havia dotat la 360 d'un amortidor de cigonyal per tal d'evitar que aquest es trenqués, com havia passat el 1968. El ritme que van imposar els dos pilots durant la cursa els va fer superar de 22 voltes l'anterior rècord (establert per Carles Giró-Luis Yglesias amb l'OSSA 230 el 1967). Preguntat sobre aquesta fita, Salvador Cañellas declarà en una ocasió: «El 1968 havíem dominat la cursa durant 18 hores amb Carles Rocamora i la Bultaco 360. Va ser una gran desil·lusió no acabar perquè la moto anava de meravella i sabia que si no es trencava guanyaríem. Per això vaig acceptar la proposta de Bultaco de repetir el 1969. Aquell any vam manar la cursa amb autoritat des de la primera hora, vàrem batre el rècord a tres quarts d'hora del final i encara hi afegírem 22 voltes més».
Durant anys, les Bultaco 360 seguiren lluitant per la victòria amb possibilitats. El 1970, la parella formada per Joan Bordons i Min Grau tornà a protagonitzar una escapada en primera posició que es truncà per avaria, aquest cop per fallada d'encesa i de cigonyal. El 1971, la marca presentà dos equips oficials equipats amb la 360: el primer, amb el prototip "titular", era un altre cop el format per Joan Bordons i Min Grau, mentre que el segon l'integraven Salvador Cañellas i Quique De Juan. La parella Bordons-Grau començà la prova amb autoritat en primera posició, però al cap d'unes hores patiren diverses incidències mecàniques -de transmissió, embragatge i carburació- que els relegaren a la vuitena plaça final. Per la seva banda, la parella Cañellas-De Juan en patí també unes quantes però tot i així es classificaren en sisena posició final. El 1972, finalment, Joan Bordons i Min Grau tornaren a aconseguir per a Bultaco una sonada victòria, la segona i darrera de la marca a les 24 Hores de Montjuïc. En aquesta ocasió, els catalans hagueren de batre els poderosos equips oficials de Norton i Laverda i diverses tetracilíndriques japoneses, el doble de potents que la Bultaco.
La Bultaco 360 protagonitzà encara una altra actuació destacada a l'edició de 1973, quan l'equip Quique De Juan-Jaume Alguersuari aconseguí acabar la prova en segona posició. Tot i completar 22 voltes més que els guanyadors de l'edició anterior, De Juan-Alguersuari no pogueren superar els clars guanyadors de la prova, la parella Salvador Cañellas-Min Grau amb una Ducati 860.
El 1974, Bultaco proporcionà a Jaume Alguersuari i el seu company d'equip Ricardo Tormo un nou prototip equipat amb motor de 400 cc, però una avaria els obligà a retirar-se després d'haver estat lluitant per la tercera posició. A partir d'aleshores, la proliferació a les 24 Hores de potents pluricilíndriques de gran cilindrada (especialment les Ducati, Kawasaki i Honda) varen fer que Bultaco abandonés definitivament el desenvolupament del seu prototip de resistència. Dues dècades més tard, la Bultaco 24 Horas fou Campiona de Catalunya de curses de "clàssiques", concretament els anys 1990 i 1991.

### Palmarès a les 24 Hores de Montjuïc
Es mostren amb fons rosa les edicions que acabaren amb la retirada de l'equip de Bultaco.
| Any  | Posició | Pilot 1           | Pilot 2           | Voltes | Km        | Km/h    |
| ---- | ------- | ----------------- | ----------------- | ------ | --------- | ------- |
| 1968 | Ret.    | Salvador Cañellas | Carles Rocamora   | -      | -         | -       |
| 1969 | 1r      | Salvador Cañellas | Carles Rocamora   | 684    | 2.593,267 | 108,052 |
| 1970 | Ret.    | Joan Bordons      | Benjamí Grau      | -      | -         | -       |
| 1971 | 6è      | Salvador Cañellas | Quique De Juan    | 652    | ?         | ?       |
| 1972 | 1r      | Joan Bordons      | Benjamí Grau      | 689    | 2.611,745 | 108,965 |
| 1973 | 2n      | Quique De Juan    | Jaume Alguersuari | 704    | ?         | ?       |
| 1974 | Ret.    | Jaume Alguersuari | Ricardo Tormo     | -      | -         | -       |

Notes
1. ↑  Avaria quan encapçalaven la prova.
2. ↑  Avaria quan encapçalaven la prova.
3. ↑  Avaria quan anaven quarts.

## Característiques
L'exigent i tècnic circuit de Montjuïc va afavorir durant una llarga època les motocicletes de mitjana cilindrada i tecnologia simple, ja que la seva lleugeresa les feia molt aptes per a córrer-hi. Aquest era el cas de la Bultaco 360, una moto que no tenia res d'excepcional (el xassís d'acer de doble bressol era manllevat de la TSS 250 de velocitat i el motor, un de monocilíndric 2T refrigerat per aire, del model El Bandido de motocròs) però que, gràcies a la seva simplicitat i lleugeresa, era molt adaptable al sinuós traçat de Montjuïc. Un dels punts forts del prototip de Bultaco era la seva doble encesa electrònica, una solució innovadora creada en primícia per la firma catalana. La potència i la precisió d'aquesta tècnica afegiren gran fiabilitat al senzill motor monocilíndric de la moto.
| «                                                                                    | La Bultaco 360 de les 24 Hores era el màxim que hi havia llavors en dos temps. I havíem de competir amb les 500 i 750 de quatre temps. El nostre avantatge raïa en què era molt lleugera ... i que coneixíem Montjuïc. El motor era de cross i tenia uns baixos fantàstics. | » |
| — Salvador Cañellas, 55 Años de historia del motociclismo en el circuito de Montjuïc | |   |

### Fitxa tècnica
Tot seguit, es mostra la informació tècnica del prototip que, pilotat per Salvador Cañellas i Carles Rocamora, guanyà les 24 Hores de Montjuïc de 1969:
| Bultaco "24 Horas Montjuïc" | Bultaco "24 Horas Montjuïc" | Bultaco "24 Horas Montjuïc" |
| --------------------------- | --------------------------- | --------------------------- |
|                             | 360                         |                             |
| Any                         | 1969                        |                             |
| CC                          | 362,8                       |                             |
| Diàmetre x Carrera          | 85 x 64 mm                  |                             |
| Compressió                  | 8:1                         |                             |
| CV                          | 50 a 8.500 rpm (aprox.)     |                             |
| Canvi                       | 5 velocitats                |                             |
| Encesa                      | Electrònica doble           |                             |
| Xassís                      | Doble bressol (acer)        |                             |
| Suspensió davant            | Telescòpica                 |                             |
| Suspensió darrera           | Oscil·lant                  |                             |
| Pneumàtic davant            | 3,50 x 18                   |                             |
| Pneumàtic darrera           | 3,50 x 18                   |                             |
| Frens davant                | Doble tambor, doble lleva   |                             |
| Frens darrera               | Tambor                      |                             |
| Pes en sec                  | 125 kg                      |                             |
| Color                       | Vermell                     |                             |
| Velocitat màxima            | 210 km/h                    |                             |

1. ↑  36 CV a 8.000 rpm, segons unes altres fonts.[6]